# Tosham
Tosham è una città dell'India di 11.271 abitanti, situata nel distretto di Bhiwani, nello stato federato dell'Haryana. In base al numero di abitanti la città rientra nella classe IV (da 10.000 a 19.999 persone).

## Geografia fisica
La città è situata a 28° 52' 60 N e 75° 55' 0 E e ha un'altitudine di 206 m s.l.m..

## Società

### Evoluzione demografica
Al censimento del 2001 la popolazione di Tosham assommava a 11.271 persone, delle quali 5.989 maschi e 5.282 femmine. I bambini di età inferiore o uguale ai sei anni assommavano a 1.620, dei quali 857 maschi e 763 femmine. Infine, coloro che erano in grado di saper almeno leggere e scrivere erano 7.196, dei quali 4.321 maschi e 2.875 femmine.